# Яхрома (горнолыжный курорт)
«Яхрома»  — горнолыжный курорт и спортивно-развлекательный комплекс, расположенный в Дмитровском городском округе Московской области.

## История
Горнолыжный курорт «Яхрома» был открыт в январе 2003 года. Горнолыжные трассы расположены на одном из отрогов Клинско-Дмитровской возвышенности.
Расширение курорта велось в 2002—2005 годах.
В 2014 году был признан самым дорогим горнолыжным курортом России по версии Travel.ru.
В 2019 году курорт был удостоен премии губернатора Московской области, заняв второе место в номинации «Лучший горнолыжный отель».

## Инфраструктура
В спортивно-развлекательном комплексе четыре горнолыжных склона с десятью трассами различной сложности, в том числе для тюбинга и тобоггана.
Также на территории комплекса находятся каток, две гостиницы, коттеджный посёлок, ряд развлекательных заведений.

## Соревнования
С 2006 года на трассах курорта ежегодно проводятся соревнования по слалому «Audi Stars Cup».
Также на трассах проводятся отдельные этапы Кубка России, Кубка по маунтинборду Moscow Nationals, ряд региональных и отборочных турниров.
В 2013 году инструктор «Яхромы» Дмитрий Надтока в составе сборной команды России стал бронзовым призёром в командном зачёте параллельного слалома на 13-м чемпионате мира среди инструкторов по версии International Ski Instructors Association.